# Fast X
Fast X (també coneguda com Fast & Furious 10) és una pel·lícula d'acció nord-americana de 2023 dirigida per Louis Leterrier a partir d'un guió escrit per Dan Mazeau i Justin Lin, tots dos també coescriptura de la història amb Zach Dean. És la seqüela de F9 (2021), la desena entrega principal i l'onzena en general de la franquícia Fast & Furious. És protagonitzada per Vin Diesel com Dominic Toretto al costat d'un repartiment que inclou Michelle Rodriguez, Tyrese Gibson, Chris "Ludacris" Bridges, John Cena, Nathalie Emmanuel, Jordana Brewster, Sung Kang, Scott Eastwood, Daniela Melchior, Alan Ritchson, Helen Mirren, Brie Larson, Rita Moreno, Jason Statham, Jason Momoa i Charlize Theron. A la pel·lícula, Toretto ha de protegir la seva família de Dante Reyes (Momoa), que busca venjança per la mort del seu pare i la pèrdua de la fortuna de la seva família.
Amb una desena pel·lícula planificada des del 2014 i un final de dues parts previst des de l'octubre del 2020, es va confirmar que Lin tornaria a dirigir amb el repartiment principal adjunt. El títol oficial de la pel·lícula es va revelar quan va començar el rodatge l'abril de 2022. Lin va marxar com a director més tard aquell mes citant diferències creatives, tot i que va conservar els crèdits d'escriptura i producció. Aleshores, Leterrier va ser contractat com el seu substitut una setmana més tard i va realitzar diverses reescriptures no acreditades al guió. El compositor de la franquícia Brian Tyler va tornar a compondre per la pel·lícula. Amb un pressupost de producció estimat de 340 milions de dòlars, Fast X és la vuitena pel·lícula més cara mai feta. El rodatge va durar fins a aquell agost i va tenir lloc a Londres, Roma, Torí, altres ciutats italianes, Lisboa i Los Angeles.
Fast X es va estrenar a Roma el 12 de maig de 2023 i es va estrenar als Estats Units el 19 de maig per Universal Pictures. La pel·lícula va rebre crítiques diverses, amb elogis per les seves seqüències d'acció i l'actuació de Momoa, però crítiques cap a l'escriptura. El film va recaptar 714 milions de dòlars a tot el món, convertint-se en la cinquena pel·lícula més taquillera del 2023. Una seqüela està en desenvolupament i està previst que s'estreni el 4 d'abril de 2025. Ha estat subtitulada al català.